# Frank Scannell
Frank J. Scannell (Boston, 7 maggio 1903 – Las Vegas, 29 novembre 1989) è stato un attore statunitense.
Per il grande schermo collezionò dal 1943 al 1970 più di 110 partecipazioni mentre per il teleschermo diede vita a numerosi personaggi in oltre 70 produzioni dal 1951 al 1976.

## Biografia
Scannell debuttò nel cinema agli inizi degli anni quaranta e in televisione agli inizi degli anni cinquanta.
Attore caratterista, interpretò, nella sua prolifica carriera televisiva, anche molti personaggi non regolari o presenti in un solo episodio, talvolta diversi ruoli in più episodi per singola serie, come in tre episodi di Mr. & Mrs. North, due episodi di Telephone Time, cinque episodi di Crossroads, quattro episodi di Wild Bill Hickok, sei episodi di Le leggendarie imprese di Wyatt Earp, cinque episodi di Bat Masterson, due episodi di Adam-12.
Il grande schermo lo vide interprete di diversi personaggi tra cui quelli accreditati di Barker in Radiazioni BX: distruzione uomo del 1957, lo sceriffo Quinn in The Night the World Exploded del 1957 e, Milton M. Mealy in Pazzi, pupe e pillole del 1964.
Per gli schermi cinematografici l'ultimo personaggio a cui ha dato vita è quello di Ted Fields nel film del 1970 Airport.
Fu seppellito al Palm Memorial Park di Green Valley (Las Vegas).

## Filmografia

### Cinema
- Whistling in Brooklyn (1943)
- È fuggita una stella (Song of the Open Road) (1944)
- Sette settimane di guai (Johnny Doesn't Live Here Any More) (1944)
- Shadow of Suspicion (1944)
- Sperduti nell'harem (Lost in a Harem) (1944)
- Utah (1945)
- L'asso di picche (The Power of the Whistler) (1945)
- Il cavallino d'oro (Diamond Horseshoe) (1945)
- Blonde Ransom (1945)
- Gli ammutinati di Sing Sing (Within These Walls) (1945)
- Notti d'oriente (A Thousand and One Nights) (1945)
- Festa d'amore (State Fair) (1945)
- Behind City Lights (1945)
- Love, Honor and Goodbye (1945)
- Gianni e Pinotto a Hollywood (Bud Abbott and Lou Costello in Hollywood) (1945)
- Voice of the Whistler (1945)
- An Angel Comes to Brooklyn (1945)
- Orgasmo (Suspense) (1946)
- Scandalo in famiglia (Lover Come Back) (1946)
- If I'm Lucky, regia di Lewis Seiler (1946)
- Infernale avventura (Angel on My Shoulder) (1946)
- Slappily Married (1946)
- The Shocking Miss Pilgrim (1947)
- La morte è discesa a Hiroshima (The Beginning or the End) (1947)
- Hit Parade of 1947 (1947)
- Big Town (1947)
- Copacabana  (1947)
- Questo è il mio uomo (That's My Man) (1947)
- Kilroy Was Here (1947)
- E ora chi bacerà (I Wonder Who's Kissing Her Now) (1947)
- La fiera delle illusioni (Nightmare Alley) (1947)
- Linda Be Good (1947)
- Pian della morte (Panhandle) (1948)
- L'inseguita (The Hunted) (1948)
- French Leave, regia di Frank McDonald (1948)
- Big Town Scandal (1948)
- Amore sotto coperta (Romance on the High Seas) (1948)
- Texas, Brooklyn & Heaven (1948)
- L'ultima sfida (The Babe Ruth Story) (1948)
- Labbra avvelenate (Race Street) (1948)
- Amore sotto i tetti (Apartment for Peggy) (1948)
- When My Baby Smiles at Me (1948)
- Atto di violenza (Act of Violence) (1948)
- Suprema decisione (Command Decision) (1948)
- Orchidea bionda (Ladies of the Chorus) (1948)
- Chicken Every Sunday, regia di George Seaton (1949)
- Facciamo il tifo insieme (Take Me Out to the Ball Game) (1949)
- Musica per i tuoi sogni (My Dream Is Yours) (1949)
- Viale Flamingo (Flamingo Road) (1949)
- Il re dell'Africa (Mighty Joe Young) (1949)
- Alias the Champ (1949)
- Always Leave Them Laughing (1949)
- Un giorno a New York (On the Town) (1949)
- Nozze infrante (The Secret Fury) (1950)
- L'autista pazzo (The Yellow Cab Man) (1950)
- Sterminate la gang! (Armored Car Robbery) (1950)
- Mrs. O'Malley and Mr. Malone (1950)
- Il gatto milionario (Rhubarb) (1951)
- La bambina nel pozzo (The Well) (1951)
- I pirati di Barracuda (The Sea Hornet) (1951)
- Lo sconosciuto (The Unknown Man) (1951)
- Starlift (1951)
- Lasciami sognare (Meet Danny Wilson) (1951)
- La vendicatrice dei sioux (Rose of Cimarron) (1952)
- The Pride of St. Louis (1952)
- The Winning Team (1952)
- Il collegio si diverte (She's Working Her Way Through College) (1952)
- Il quarto uomo (Kansas City Confidential) (1952)
- Il bruto e la bella (The Bad and the Beautiful) (1952)
- Storia di tre amori (The Story of Three Loves) (1953)
- La porta del mistero (Remains to Be Seen) (1953)
- L'ultima resistenza (The Last Posse) (1953)
- Spettacolo di varietà (The Band Wagon) (1953)
- Lo straniero ha sempre una pistola (The Stranger Wore a Gun) (1953)
- Non cercate l'assassino (99 River Street) (1953)
- Three Sailors and a Girl (1953)
- La ragazza da 20 dollari (Wicked Woman) (1953)
- Adventures of the Texas Kid: Border Ambush (1954)
- Gli avvoltoi della strada ferrata (Rails Into Laramie) (1954)
- La ragazza di campagna (The Country Girl) (1954)
- I senza Dio (A Lawless Street) (1955)
- La giungla del quadrato (The Square Jungle) (1955)
- Incontro sotto la pioggia (Miracle in the Rain) (1956)
- Crashing Las Vegas (1956)
- So You Want to Play the Piano (1956)
- Vita di una commessa viaggiatrice (The First Traveling Saleslady) (1956)
- Sesso debole? (film 1956) (The Opposite Sex) (1956)
- Gangster cerca moglie (The Girl Can't Help It) (1956)
- Radiazioni BX: distruzione uomo (The Incredible Shrinking Man) (1957)
- Il vestito strappato (The Tattered Dress) (1957)
- Il mio amico Kelly (Kelly and Me) (1957)
- The Night the World Exploded (1957)
- Decisione al tramonto (Decision at Sundown) (1957)
- Il sole nel cuore (April Love) (1957)
- Furia d'amare (Too Much, Too Soon) (1958)
- Crash Landing (1958)
- La statua che urla (Screaming Mimi) (1958)
- Il cavaliere solitario (Buchanan Rides Alone) (1958)
- Duello a Forte Smith (The Fiend Who Walked the West) (1958)
- Damn Yankees! (1958)
- L'ultimo urrà (The Last Hurrah) (1958)
- Arson for Hire (1959)
- Duello alla pistola (The Gunfight at Dodge City) (1959)
- The Flying Fontaines (1959)
- Chi era quella signora? (Who Was That Lady?) (1960)
- Susanna agenzia squillo (Bells Are Ringing) (1960)
- In due è un'altra cosa (High Time) (1960)
- Febbre nel sangue (A Fever in the Blood) (1961)
- I Comancheros (The Comancheros) (1961)
- Zotz! (1962)
- I 4 di Chicago (Robin and the 7 Hoods) (1964)
- Pazzi, pupe e pillole (The Disorderly Orderly) (1964)
- Harlow, regia di Alex Segal (1965)
- Rancho Bravo (The Rare Breed) (1966)
- Airport (1970)

### Televisione
- Squadra mobile (Racket Squad) – serie TV, un episodio (1951)
- Mr. & Mrs. North – serie TV, 3 episodi (1952-1953)
- Adventures of Superman – serie TV, 2 episodi (1952-1953)
- Wild Bill Hickok (Adventures of Wild Bill Hickok) – serie TV, 4 episodi (1952-1958)
- Chevron Theatre – serie TV, un episodio (1952)
- Lucy ed io (I Love Lucy) – serie TV, un episodio (1952)
- La mia piccola Margie (My Little Margie) – serie TV, un episodio (1952)
- Mark Saber – serie TV, un episodio (1952)
- Your Jeweler's Showcase – serie TV, 2 episodi (1952)
- General Electric Theater – serie TV, 2 episodi (1953-1957)
- Schlitz Playhouse of Stars – serie TV, un episodio (1953)
- I'm the Law – serie TV, un episodio (1953)
- Gianni e Pinotto (The Abbott and Costello Show) – serie TV, episodio 2x12 (1954)
- Four Star Playhouse – serie TV, 3 episodi (1954-1956)
- The Joe Palooka Story – serie TV, un episodio (1954)
- Waterfront – serie TV, un episodio (1954)
- The George Burns and Gracie Allen Show – serie TV, un episodio (1954)
- Crossroads – serie TV, 5 episodi (1955-1957)
- Le leggendarie imprese di Wyatt Earp (The Life and Legend of Wyatt Earp) – serie TV, 6 episodi (1955-1959)
- The Man Behind the Badge – serie TV, un episodio (1955)
- The Millionaire – serie TV, un episodio (1955)
- Stage 7 – serie TV, episodio 1x23 (1955)
- Jungle Jim – serie TV, un episodio (1955)
- Screen Directors Playhouse – serie TV, episodio 1x04 (1955)
- La pattuglia della strada (Highway Patrol) – serie TV, un episodio (1956)
- Cavalcade of America – serie TV, un episodio (1956)
- Telephone Time – serie TV, 2 episodi (1956)
- Annie Oakley – serie TV, un episodio (1956)
- Dragnet – serie TV, 2 episodi (1957-1958)
- 77º Lancieri del Bengala (Tales of the 77th Bengal Lancers) – serie TV, episodio 1x17 (1957)
- I racconti del West (Zane Grey Theater) – serie TV, un episodio (1957)
- Il sergente Preston (Sergeant Preston of the Yukon) – serie TV, un episodio (1957)
- The Ford Television Theatre – serie TV, un episodio (1957)
- Bat Masterson – serie TV, 5 episodi (1958-1961)
- Sky King – serie TV, un episodio (1958)
- Tales of Wells Fargo – serie TV, un episodio (1958)
- Carovane verso il west (Wagon Train) – serie TV, un episodio (1958)
- Il tenente Ballinger (M Squad) – serie TV, 2 episodi (1958)
- Jefferson Drum – serie TV, un episodio (1958)
- The Restless Gun – serie TV, episodi 1x20-2x06 (1958)
- Letter to Loretta – serie TV, un episodio (1958)
- Cimarron City – serie TV, episodio 1x09 (1958)
- The Jack Benny Program – serie TV, 2 episodi (1959-1961)
- The Lawless Years – serie TV, 2 episodi (1959-1961)
- World of Giants – serie TV, un episodio (1959)
- Alcoa Presents: One Step Beyond – serie TV, un episodio (1959)
- Gli intoccabili (The Untouchables) – serie TV, 3 episodi (1960-1961)
- Bachelor Father – serie TV, un episodio (1960)
- The Alaskans – serie TV, episodio 1x36 (1960)
- Tombstone Territory – serie TV, un episodio (1960)
- Lock Up – serie TV, episodio 2x12 (1960)
- Scacco matto (Checkmate) – serie TV, episodio 2x14 (1962)
- Corruptors (Target: The Corruptors) – serie TV, episodio 1x17 (1962)
- Lawman – serie TV, un episodio (1962)
- 87ª squadra (87th Precinct) – serie TV, un episodio (1962)
- The Fisher Family – serie TV, un episodio (1962)
- The Dick Powell Show – serie TV, 3 episodi (1962)
- The New Phil Silvers Show – serie TV, un episodio (1963)
- Mister Ed, il mulo parlante (Mister Ed) – serie TV, un episodio (1963)
- La legge del Far West (Temple Houston) – serie TV, un episodio (1964)
- La grande vallata (The Big Valley) – serie TV, 2 episodi (1965-1966)
- Gomer Pyle: USMC – serie TV, 2 episodi (1965-1966)
- La legge di Burke (Burke's Law) – serie TV, episodio 2x22 (1965)
- The Beverly Hillbillies – serie TV, un episodio (1965)
- Honey West – serie TV, episodio 1x12 (1965)
- Il virginiano (The Virginian) – serie TV, un episodio (1966)
- Io e i miei tre figli (My Three Sons) – serie TV, episodio 8x24 (1968)
- The Red Skelton Show – serie TV, un episodio (1969)
- Adam-12 – serie TV, 2 episodi (1970)
- Switch – serie TV, un episodio (1976)
- McMillan e signora (McMillan & Wife) – serie TV, un episodio (1976)